# Czechosłowacka Partia Ludowa (1948–1990)

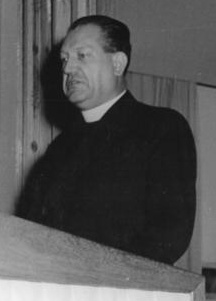
Josef Plojhar – przywódca prokomunistycznej frakcji ČSL przemawia na IX Zjeździe CDU

Czechosłowacka Partia Ludowa (czes. Československá strana lidová, ČSL) – czechosłowacka partia polityczna o programie konserwatywno-chadeckim istniejąca w latach 1948–1990 jako część Bloku Demokratyczego i Frontu Narodowego.

## Historia
Ugrupowanie było kontynuacją działającą pod tą samą nazwą partii w I Republice (1918–1938), która regularnie zasiadała w rządach koalicyjnych. Przewodniczący ČSL Jan Šrámek był podczas II wojny światowej premierem rządu Czechosłowacji na emigracji (1940–1945). W 1946 ugrupowanie wbrew własnym oczekiwaniom zdobyło jedynie 20% głosów i musiało przejść do opozycji wobec rządów socjalistyczno-komunistycznych. W latach 40. zaznaczył się konflikt między "starym skrzydłem" skupionym wokół ks. Šrámka, a młodymi działaczami przeciwnymi współpracy z KSČ (Adolf Procházka, Helena Koželuhová, Pavel Tigrid i Felix Uhl). Partii zaszkodziła niemożność zapobieżenia likwidacji organizacji i stowarzyszeń chrześcijańskich oraz bezskuteczny sprzeciw wobec reformy rolnej i ujednolicenia szkolnictwa. Ponadto ugrupowanie osłabiał spór między dwoma frakcjami oraz umieszczenie w jego szeregach agentów komunistycznych tj. Josef Plojhar i Alois Petr. Po dymisji antykomunistycznych ministrów w lutym 1948 ugrupowanie próbowało oczyścić się z komunistycznym wpływów, wykluczając z szeregów m.in. Plojhara i Petra, jednak walkę o niezależność ostatecznie przegrało. Dwóch przywódców ČSL: Jan Šrámek i František Hála zostało uwięzionych. W 1948 za granicę uciekło 10 z 46 posłów ČSL, 12 uwięziono (4 z nich skazano na karę śmierci: Stanislav Broj, Rostislav Sochorec, Jan Plesl, Alois Janáček), a 13 pozbawiono mandatów.
Po zglajchszaltowaniu antykomunistycznej opozycji i powstaniu Frontu Narodowego na czele partii stanęli komuniści: Alois Petr i ks. Josef Plojhar, którzy pełnili swoje obowiązki do Praskiej Wiosny w 1968. W 1989 na przewodniczącego ugrupowania wybrano Josefa Bartončíka. W 1989 partia zanotowała przyrost członków: od zimy 1988/1989 do marca 1989 ich liczba zwiększyła się z 40 tys. do 90 tys. (do partii wstępowały nowe osoby oraz wykluczone z niej po 1948). W wyborach z czerwca 1990 partia wprowadziła swoich przedstawicieli do Zgromadzenia Federalnego i Czeskiej Rady Narodowej, jednak wynik pozostał poniżej oczekiwań, m.in. z powodu oskarżeń kierowanych pod adresem Josefa Bartončíka o współpracę z StB.